# PGC 212475
PGC 212475 je galaksija v ozvezdju Rib.